# Attacus trifenestratus
Attacus trifenestratus är en fjärilsart som beskrevs av Geschwandner. 1920. Attacus trifenestratus ingår i släktet Attacus och familjen påfågelsspinnare. Inga underarter finns listade i Catalogue of Life.